# Oh Ye-jin
Pour les articles homonymes, voir Oh.
Oh Ye-jin (hangeul : 오예진 ; RR : O Yejin ; MR : O Yechin), née le 10 mai 2005 à Jeju, est une tireuse sportive sud-coréenne. Elle est sacrée championne olympique à Paris en 2024.

## Carrière
Lors des Jeux olympiques d'été de 2024, Oh remporte la médaille d'or en pistolet à 10 m air comprimé en battant le record olympique avec 243.2 points devant sa compatriote Kim Ye-ji (241.3 points) et l'Indienne Manu Bhaker (221.7 points).

## Palmarès

### Jeux olympiques
- médaille d'or en pistolet à air comprimé à 10 m en 2024 à Paris,  France

### Championnats d'Asie
- médaille d'or en pistolet à air comprimé à 10 m en 2023 à Changwon,  Corée du Sud